# Lamborghini Terzo Millennio
El Lamborghini Terzo Millennio es un prototipo de automóvil producido por fabricante italiano Lamborghini en 2017, el cual da una idea de cómo será el futuro coche totalmente eléctrico. Se aprecia como un estudio de diseño que no llegará a la etapa de producción en serie, pero que aporta las bases para construir un futuro automóvil superdeportivo verde. Según la visión del fabricante, se basa en cuatro pilares: energía, innovación de los materiales, arquitectura del vehículo, planta motriz, sonido y emoción.

## Características

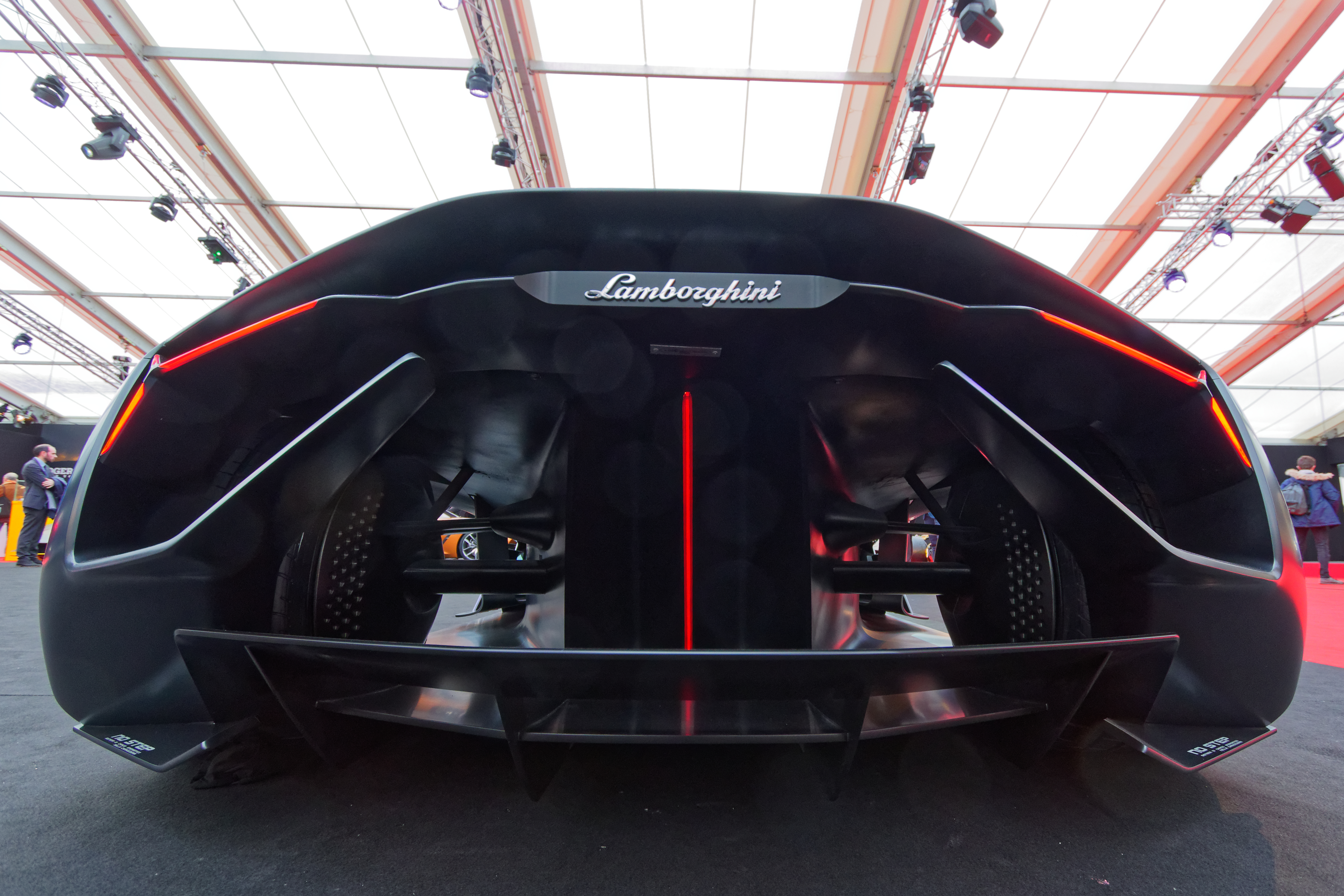
Vista trasera en el Salón del Automóvil de París de 2018

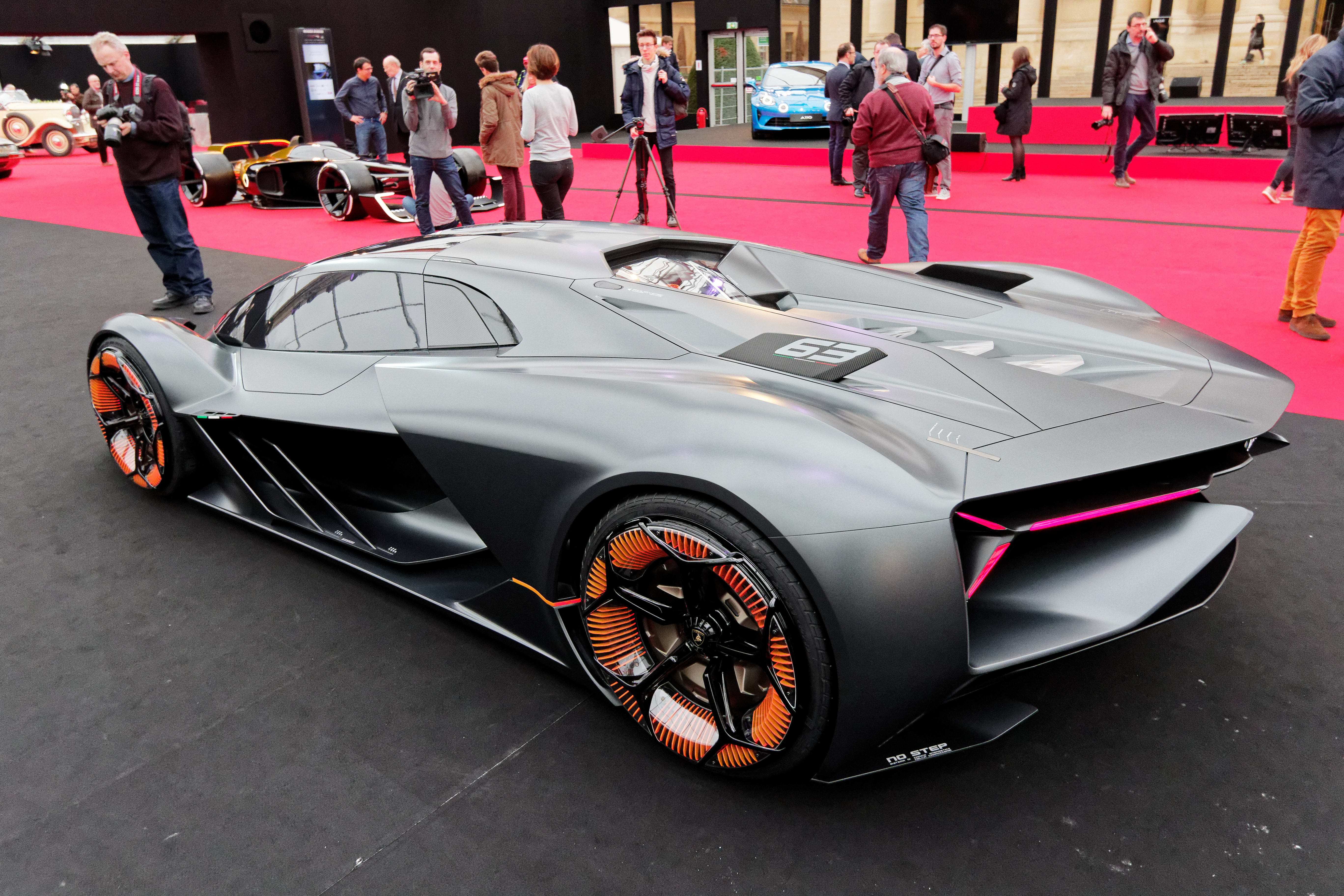
Vista lateral-trasera

Utiliza un sistema de supercondensadores que almacenan la energía eléctrica en los paneles de fibra de carbono que forman la carrocería y los componentes del vehículo. Esto permite reducir el peso y aumentar la disponibilidad de la energía eléctrica.
También tiene un sistema de que genera par motor directamente en las ruedas, lo que elimina la necesidad de cables y transmisión. El desafío es crear una tecnología que permita aumentar la densidad de potencia del motor eléctrico instalado dentro de las ruedas, al nivel requerido por un superdeportivo con tracción total.
Busca crear un sonido único y emocionante que reemplace al del actual motor V12. La firma quiere aprovechar las ventajas de la nueva planta motriz, sin perder la esencia de su ADN.
Su diseño es una expresión visionaria de una tecnología completamente nueva, que incorpora una aerodinámica y una arquitectura renovadas. El vehículo tiene una forma agresiva y futurista, con líneas afiladas y faros led. El color predominante es el verde eléctrico, que resalta el carácter ecológico y vanguardista del concepto.[cita requerida]
Denota el ADN de la marca a cada milímetro de su carrocería, muy similar al del Centenario LP-770, aunque con claras líneas más futuristas.[cita requerida]
Cuenta con tecnología de punta que fue desarrollada por la propia casa italiana, Dinca Research Lab del Instituto de Tecnología de Massachusetts (MIT) y el Mechanosynthesis Group del departamento de ingeniería mecánica. Este modelo permitirá explorar el futuro del almacenamiento de energía, los materiales, el motor y el diseño. Parte de esa labor conlleva investigar cómo se pueden fabricar mejores estructuras de fibra de carbono e incluso, ir un paso más allá, encontrando la forma para que estas estructuras “se reparen solas”. Su atractivo diseño está de acuerdo con las propias palabras de la marca: “totalmente dedicado al perfeccionamiento del flujo de aire”.
Está equipado con cuatro motores eléctricos: uno colocado en cada rueda. No obstante, en lugar de obtener su energía de baterías convencionales, usa supercondensadores más ligeros.
La marca italiana confía que, en el futuro, este auto sea capaz de entregar grandes cantidades de energía y que incluya un freno regenerativo de gran capacidad, suficiente para que los supercondensadores continúen alimentando los motores, incluso mientras se recargan. Asimismo, desean asegurar que su autonomía no se vea afectada por la cantidad de veces que hay que cargar el coche.